# Andrés Ingólfsson
Andrés Ingólfsson (eigentlich Andrés Sverrir Ingólfsson; * 11. Juli 1935 in Island; † 4. April 1979) war ein isländischer Musiker (Alt- und Tenorsaxophon, Klarinette und Akkordeon).
Andrés Ingólfsson gehörte zu den wenigen Jazzmusikern der isländischen Szene; er begann als Kind mit dem Akkordeonspiel und spielte auf Tanzfesten. Dann wechselte er zur Klarinette, Ende der 1950er Jahre zum Alt- und schließlich zum Tenorsaxophon. 1956 gehörte er dem Orion Quintett an; seine musikalischen Vorbilder waren auf der Klarinette Benny Goodman und auf dem Saxophon Lee Konitz. Mit dem K.K. Sextet und später dem Gudmundar Ingólfsson Trio trat er in isländischen Clubs auf. 1959 erhielt er ein Stipendium am Berklee College of Music in Boston.
Dem Andenken an Andrés Ingólfsson widmete Árni Egilsson sein Stück „Memory of Andres.“